# Municipio de Conata
El municipio de Conata (en inglés: Conata Township) es un municipio ubicado en el condado de Pennington en el estado estadounidense de Dakota del Sur. En el año 2010 tenía una población de 7 habitantes y una densidad poblacional de 0,03 personas por km².

## Geografía
El municipio de Conata se encuentra ubicado en las coordenadas 43°46′21″N 102°12′22″O / 43.77250, -102.20611. Según la Oficina del Censo de los Estados Unidos, el municipio tiene una superficie total de 232.2 km², de la cual 231,45 km² corresponden a tierra firme y (0,32 %) 0,75 km² es agua.

## Demografía
Según el censo de 2010, había 7 personas residiendo en el municipio de Conata. La densidad de población era de 0,03 hab./km². De los 7 habitantes, el municipio de Conata estaba compuesto por el 100 % blancos. Del total de la población el 0 % eran hispanos o latinos de cualquier raza.